# Тендровское
Тендровское (укр. Тендрівське, до 2016 г. — Коммуна) — село в Бехтерской сельской общине Скадовского района Херсонской области Украины.
Население по переписи 2001 года составляло 275 человек. Почтовый индекс — 75643. Телефонный код — 5539. Код КОАТУУ — 6522383203.

## Местный совет
75643, Херсонская обл., Голопристанский р-н, с. Збурьевка, ул. Ленина, 11